# Бета Рэй Билл
Бета Рэй Билл (англ. Beta Ray Bill) — персонаж вселенной Marvel, дебют которого состоялся в комиксе Thor № 337 в ноябре 1983 года. Его создателем является писатель и художник Уолт Симонсон.
Персонаж появился в Бронзовом веке комиксов, поэтому изначально он был предназначен для того, чтобы удивить читателя, как монстр, который на самом деле оказывается великим героем. Таким образом, Бета Рэй Билл становится первым героем (после самого Тора), способным поднять молот Мьёльнир. После первоначального соперничества между Богом Грома (Тором) и инопланетянином (Биллом), они позже стали верными союзниками.
Бета Рэй Билл появлялся и в других продуктах Marvel — мультфильмах и видеоиграх, а также на футболках и игральных картах.

## Биография
Планету Бета Рэй Билла уничтожили огненные демоны, вследствие чего выжившие сели на корабль и погрузились в криосон, оставив стражником вершину их генетических опытов — Бета Рэй Билла. Однажды на его корабль пришел Тор, подумав, что это корабль огненных демонов, и увидел там Бета Рэй Билла, который принял его, в свою очередь, за них же. В ходе схватки Бета Рэй Билл смог поднять Мьёльнир, «ибо был он этого достоин». По просьбе Одина гномы выковали ему ещё один молот — Громобой (англ. Stormbreaker), при условии, что Тор останется в долгу у гномов.

## Силы и способности
- Сила, почти равная силе Тора.
- Исцеляющий фактор[англ.].
- Способность запускать молнии с помощью Громобоя.
- Способность путешествовать в космическом пространстве (опять-таки при помощи своего молота).

## Вне комиксов

### Мультфильмы
- Бета Рэй Билл появлялся в серии «Innervisions / Внутренние видения» мультсериала «Серебряный Сёрфер» 1998 года. Его озвучил канадский актёр Карл Прюнер[англ.].
- В мультфильме 2010 года «Планета Халка» Бета Рэй Билл был захвачен и превращён в гладиатора на планете Сакаар, где впоследствии дрался с Халком, а затем помог освободиться гладиаторам, после чего покинул планету. Дальнейшая его судьба неизвестна[1]. Персонажа озвучил Пол Добсон[англ.].
- В серии «The Saga of Beta Ray Bill» мультсериала «Супергеройский отряд» был озвучен Пэтом Фрэли[англ.][2].
- В мультсериале «Мстители: Могучие герои Земли» появился в серии «Баллада О Бета Рэй Билле» (8 серия 2 сезона)[3]. Был озвучен Стивеном Блумом.

### Фильмы
- В фильме Тор: Рагнарёк на планете Сакаар можно увидеть голову Бета Рэй Билла, что намекает на то, что он был чемпионом Сакаара до Халка.
- В фильме Мстители: Война бесконечности Тор выковал себе новое оружие Громобой, которое по комиксам принадлежало Бета Рей Биллу.

### Видеоигры
- В игре «Marvel: Ultimate Alliance» (2006) доступен в качестве костюма для Тора[источник не указан 3285 дней].
- В игре «Marvel vs. Capcom 3: Fate of Two Worlds» (2011) также доступен в качестве костюма для Тора[источник не указан 3285 дней].
- В игре «LEGO Marvel Super Heroes» (2013) Бета Рэй Билл доступен как играбельный персонаж в качестве загружаемого DLC[4].
- В MMORPG «Marvel Heroes» (2013) доступен в качестве напарника. Также доступен как костюм для Тора[источник не указан 3285 дней].
- Является играбельным персонажем в игре «Marvel: Avengers Alliance[англ.]» на «Фэйсбуке»[источник не указан 3285 дней].
- Является играбельным персонажем в игре «Lego Marvel Avengers».
- Является играбельным персонажем в игре «Marvel Puzzle Quest» (2013).
- Является играбельным персонажем в игре «Marvel Strike Force».

## Коллекционные издания
Некоторые истории о Бета Рэй Билле были выпущены в мягкой обложке (TPB):
- The Mighty Thor: The Ballad of Beta Ray Bill. — декабрь 1989. — ISBN 0-87135-614-7. Собрано из The Mighty Thor № 337—340.
- Stormbreaker: The Saga of Beta Ray Bill. — сентябрь 2005. — 144 с. — ISBN 0-7851-1720-2. Собрано из Stormbreaker: The Saga of Beta Ray Bill — ограниченной серии комиксов из 6 выпусков.
- Beta Ray Bill: Godhunter. — ноябрь 2009. — 104 с. — ISBN 0-7851-4232-0. Собрано из 3 выпусков мини-серии Beta Ray Bill: Godhunter и уан-шота Secret Invasion Aftermath: Beta Ray Bill — The Green of Eden.